# Zhaojun Di
Koordinaten: 77° 5′ S, 77° 6′ O
Zhaojun Di (chinesisch 朦胧地 ‚Land der Armee des Zhao‘) ist eine bis zu 2890 m hoch gelegene Region des antarktischen Eisschilds im Sektor des ostantarktischen Prinzessin-Elisabeth-Lands. Sie liegt zwischen der Region Tanxian Xuepo und der Senke Datang Gudi in einer Entfernung von 860 km landeinwärts zur chinesischen Zhongshan-Station. Sie ist gekennzeichnet durch große Kuppen und zahlreiche Verwerfungen im Eis.
Chinesische Wissenschaftler benannten sie im Jahr 2000 bei Satellitengeodäsie- und Kartierungsarbeiten.

## Weblink
- Zhaojun Di im Composite Gazetteer of Antarctica (englisch)